# ...Little Broken Hearts
Little Broken Hearts é o quinto álbum de estúdio de Norah Jones, lançado a 1 de maio de 2012.
Happy Pills foi lançado como single do álbum em 6 de março de 2012, recebendo críticas em sua maioria positivas. O segundo single, "Miriam", foi lançado em 25 de julho de 2012.
| Críticas profissionais                                                      | Críticas profissionais |
| Avaliações da crítica                                                       | Avaliações da crítica  |
| Fonte                                                                       | Avaliação              |
| --------------------------------------------------------------------------- | ---------------------- |
| allmusic                                                                    | [ 3 ]                  |
| Esta tabela precisa de ser acompanhada por texto em prosa. Consulte o guia. |                        |

## Faixas
Todas as faixas foram escritas e compostas por Norah Jones e Brian Burton.
| N.º | Título                 | Duração |  |
| 1.  | "Good Morning"         | 3:17    |  |
| 2.  | "Say Goodbye"          | 3:27    |  |
| 3.  | "Little Broken Hearts" | 3:12    |  |
| 4.  | "She's 22"             | 3:10    |  |
| 5.  | "Take It Back"         | 4:06    |  |
| 6.  | "After the Fall"       | 3:42    |  |
| 7.  | "4 Broken Hearts"      | 2:59    |  |
| 8.  | "Travelin' On"         | 3:06    |  |
| 9.  | "Out on the Road"      | 3:28    |  |
| 10. | "Happy Pills"          | 3:34    |  |
| 11. | "Miriam"               | 4:25    |  |
| 12. | "All a Dream"          | 6:29    |  |

## Desempenho nas paradas musicais
| Parada musical (2012)            | Posição |
| -------------------------------- | ------- |
| Estados Unidos - Rock Albums     | 1       |
| Estados Unidos - Billboard 200   | 2       |
| Estados Unidos - Canadian Albums | 2       |
| Estados Unidos - Digital Albums  | 3       |